# Décès en juin 2013
Décès
- 2009
- 2010
- 2011
- 2012
- 2013
- 2014
- 2015
- 2016
- 2017

Pour une information complémentaire, voir la page d'aide.

| Date     | Nom                             | Activités | Âge | Source           |
| -------- | ------------------------------- | --- | --- | ---------------- |
| 1er juin | Aïda Diagne                     | Basketteuse sénégalaise. | 66  |                  |
| 1er juin | Patricia Parry                  | Écrivain française, romancière. | 55  |                  |
| 2 juin   | Mario Bernardi                  | Chef d'orchestre canadien. | 82  |                  |
| 2 juin   | Chen Xitong                     | Homme politique chinois, membre du 14e Politburo.                                                                                             | 82  | [réf. souhaitée] |
| 2 juin   | Ivan Cloulas                    | Historien et archiviste français, spécialiste de l'histoire de la Renaissance.                                                                | 80  |                  |
| 2 juin   | Jean-Louis Jaubert              | Chanteur français, membre des Compagnons de la chanson.                                                                                       | 92  |                  |
| 2 juin   | Félix Proto                     | Homme politique français. | 71  |                  |
| 2 juin   | Mandawuy Yunupingu              | Chanteur aborigène australien. | 56  |                  |
| 3 juin   | Yves Bertrand                   | Haut fonctionnaire français, directeur des Renseignements généraux (1992-2004).                                                               | 69  |                  |
| 3 juin   | Arnold Eidus                    | Violoniste américain. | 90  |                  |
| 3 juin   | Gaston Isabelle                 | Médecin et homme politique fédéral et municipal du Québec.                                                                                    | 92  |                  |
| 3 juin   | Deacon Jones                    | Joueur de football américain ayant évolué au poste de defensive end.                                                                          | 74  |                  |
| 3 juin   | Nafisa Khan                     | Actrice et mannequin britanno-indienne apparue dans des films de Bollywood.                                                                   | 25  | (en)             |
| 3 juin   | Frank Lautenberg                | Homme politique américain. | 89  |                  |
| 4 juin   | Auguste Cazalet                 | Homme politique français, sénateur des Pyrénées-Atlantiques (1983-2011).                                                                      | 74  |                  |
| 4 juin   | Joey Covington                  | Batteur de Hot Tuna (1969) et de Jefferson Airplane (1969-1972).                                                                              | 67  | (en)             |
| 4 juin   | Gaston Puel                     | Poète français. | 89  |                  |
| 4 juin   | S. Shamsuddin                   | Acteur malais né à Singapour, célèbre durant les années 1950 et 1960.                                                                         | 84  | (en)             |
| 5 juin   | Stanisław Nagy                  | Théologien, cardinal polonais de l'Église catholique romaine.                                                                                 | 91  |                  |
| 5 juin   | Ruairí Ó Brádaigh               | Homme politique nord-irlandais, fondateur du Republican Sinn Féin (1986).                                                                     | 80  | (en)             |
| 6 juin   | Jerome Karle                    | Chimiste américain, colauréat du Prix Nobel de chimie 1985.                                                                                   | 94  | (en)             |
| 6 juin   | Henri Mathieu                   | Pédiatre français ayant œuvré à la création de l'hôpital Robert-Debré.                                                                        | 87  |                  |
| 6 juin   | Tom Sharpe                      | Écrivain britannique satirique. | 85  |                  |
| 6 juin   | Esther Williams                 | Nageuse et actrice américaine. | 91  |                  |
| 7 juin   | Donna Hartley                   | Athlète britannique, médaillée de bronze aux Jeux olympiques de 1980.                                                                         | 58  | (en)             |
| 7 juin   | Pierre Mauroy                   | Homme politique français, Premier ministre (1981-1984).                                                                                       | 84  |                  |
| 7 juin   | Richard Ramirez                 | Tueur en série américain. | 53  |                  |
| 8 juin   | Paul Cellucci                   | Homme politique et diplomate américain. | 65  |                  |
| 8 juin   | Robert Gallimard                | Éditeur littéraire français. | 87  |                  |
| 8 juin   | Yoram Kaniuk                    | Écrivain israélien. | 83  |                  |
| 8 juin   | Jacob Johannes Greyling Wentzel | Homme politique sud-africain, député (1966-1987), ministre de l'agriculture (1982-1989).                                                      | 87  | (af)             |
| 9 juin   | Iain Banks                      | Écrivain écossais. | 59  |                  |
| 9 juin   | Bruno Bartoletti                | Chef d'orchestre italien. | 87  |                  |
| 9 juin   | Martin Bernal                   | Professeur émérite de l'Université Cornell.                                                                                                   | 76  | (en)             |
| 9 juin   | Darondo                         | Chanteur américain de funk et soul. | 66  | (en)             |
| 9 juin   | Walter Jens                     | Écrivain allemand, professeur, philologue et traducteur.                                                                                      | 90  |                  |
| 9 juin   | Elías Querejeta                 | Producteur de cinéma espagnol. | 78  |                  |
| 10 juin  | Jacques Bialski                 | Homme politique français, sénateur du Nord (1979-1997).                                                                                       | 83  |                  |
| 10 juin  | Jacques Bugier                  | Journaliste et écrivain français. | 59  |                  |
| 10 juin  | Petrus Kastenman                | Cavalier suédois de concours complet, médaille d'or aux Jeux olympiques de 1956.                                                              | 88  | (sv)             |
| 10 juin  | Louis M'Fédé                    | Footballeur camerounais. | 52  |                  |
| 10 juin  | Enrique Orizaola                | Joueur et entraîneur de football espagnol. | 91  | (es)             |
| 11 juin  | Henry Cecil                     | Entraîneur anglais de chevaux de courses. | 70  |                  |
| 11 juin  | Robert Fogel                    | Économiste américain, spécialisé dans l'histoire économique, corécipiendaire du prix Nobel d'économie (1993).                                 | 86  | (en)             |
| 11 juin  | Jirōemon Kimura                 | Supercentenaire japonais, doyen de l'humanité.                                                                                                | 116 |                  |
| 11 juin  | Kristiāns Pelšs                 | Joueur de hockey sur glace letton. | 20  |                  |
| 12 juin  | Laslo Babits                    | Athlète canadien, spécialiste du lancer du javelot.                                                                                           | 55  | (en)             |
| 12 juin  | Mohammed al-Khilaiwi            | Footballeur saoudien. | 42  | (ar)             |
| 12 juin  | Jason Leffler (en)              | Pilote automobile américain. | 37  |                  |
| 12 juin  | Fatai Rolling Dollar (en)       | Musicien nigérian. | 86  |                  |
| 12 juin  | Johnny Smith                    | Guitariste américain de jazz (mainstream et cool jazz).                                                                                       | 90  | (en)             |
| 13 juin  | René Domingo                    | Footballeur français de l'AS Saint-Étienne.                                                                                                   | 84  |                  |
| 13 juin  | Pierre Onténiente               | Français, ami, homme de confiance, secrétaire et comptable de Georges Brassens.                                                               | 91  |                  |
| 13 juin  | Kenji Utsumi                    | Seiyū et doubleur japonais. | 75  | (en)             |
| 14 juin  | Cheb Akil                       | Chanteur algérien. | 38  |                  |
| 14 juin  | Bertrand Lambert                | Pilote français de char à voile. | 58  |                  |
| 14 juin  | Gene Mako                       | Joueur de tennis américain, membre de l'International Tennis Hall of Fame (1973).                                                             | 97  | (en)             |
| 14 juin  | Christian Mercier               | Cascadeur français. | 49  |                  |
| 15 juin  | Heinz Flohe                     | Footballeur international allemand (FC Cologne).                                                                                              | 65  |                  |
| 15 juin  | Edgar N. Gilbert                | Mathématicien américain, spécialiste en théorie des codes.                                                                                    | 89  | (en)             |
| 15 juin  | José Froilán González           | Pilote automobile argentin. | 90  |                  |
| 15 juin  | Ielena Ivachtchenko             | Judokate russe. | 28  |                  |
| 15 juin  | Sakaida Kakiemon XIV            | Potier japonais, trésor national vivant du Japon.                                                                                             | 78  | (en)             |
| 15 juin  | Emmanuel Rosencher              | Physicien français, professeur à l’École polytechnique et directeur scientifique général de l’Onera.                                          | 67  |                  |
| 15 juin  | Kenneth Geddes Wilson           | Physicien américain, lauréat du prix Nobel de physique 1982.                                                                                  | 77  | (en)             |
| 16 juin  | Hans Hass                       | Biologiste et cinéaste autrichien. | 94  |                  |
| 16 juin  | Josip Kuže                      | entraîneur de football croate. | 60  |                  |
| 16 juin  | James Massey                    | Cryptologue et théoricien de l'information américain.                                                                                         | 79  | (en)             |
| 16 juin  | Maurice Nadeau                  | Écrivain et éditeur français. | 102 |                  |
| 16 juin  | B. Raman                        | Secrétaire adjoint honoraire du secrétariat du cabinet du gouvernement indien et cofondateur de l’agence indienne de renseignement extérieur. | 77  | (en)             |
| 16 juin  | Ottmar Walter                   | Footballeur international allemand. | 89  |                  |
| 17 juin  | Djalil Chahnaz                  | Musicien iranien. | 92  |                  |
| 17 juin  | Manel Comas                     | Entraîneur espagnol de basket-ball. | 67  | (es)             |
| 17 juin  | Pierre-F. Côté                  | Homme politique québécois. | 85  |                  |
| 17 juin  | Jacques Fauché                  | Artiste peintre français. | 86  |                  |
| 18 juin  | Michael Hastings                | Journaliste et écrivain américain. | 33  | (en)             |
| 18 juin  | Pierre-Yves Labbe               | Officier de la marine nationale française. | 93  |                  |
| 18 juin  | Ramón Sáez                      | Coureur cycliste espagnol. | 73  | (es)             |
| 19 juin  | Michael Baigent                 | Écrivain néo-zélandais. | 65  | (en)             |
| 19 juin  | Eugen Böhringer                 | Pilote allemand de rallye. | 91  | (de)             |
| 19 juin  | Vince Flynn                     | Écrivain américain (thrillers techno-politiques) et consultant pour la série 24 heures chrono.                                                | 47  |                  |
| 19 juin  | James Gandolfini                | Acteur américain. | 51  |                  |
| 19 juin  | Parke Godwin                    | Écrivain américain, lauréat du prix World Fantasy en 1982, catégorie roman court, pour The Fire When it Comes.                                | 84  | (en)             |
| 19 juin  | Gyula Horn                      | Homme politique hongrois, Premier ministre (1994-1998).                                                                                       | 80  |                  |
| 19 juin  | Dave Jennings (en)              | Joueur américain de football américain. | 61  |                  |
| 19 juin  | Miguel Morayta                  | Réalisateur et scénariste mexicain. | 105 | (en)             |
| 19 juin  | Ólafur Rafnsson                 | Président de la FIBA Europe et du Comité national olympique islandais.                                                                        | 50  |                  |
| 19 juin  | Alfons Schilling                | Artiste peintre suisse. | 79  | (de)             |
| 19 juin  | Kim Thompson                    | Éditeur et traducteur américain de bande dessinée, né danois.                                                                                 | 56  | (en)             |
| 19 juin  | Slim Whitman                    | Chanteur américain de country. | 89  | (en)             |
| 20 juin  | Ingvar Rydell                   | Footballeur suédois, médaille de bronze aux Jeux olympiques de 1952.                                                                          | 91  |                  |
| 20 juin  | Jean-Louis Scherrer             | Couturier français. | 78  |                  |
| 21 juin  | Pierre Bourge                   | Astronome amateur français. | 91  |                  |
| 21 juin  | Abdol-Aziz Mirza Farmanfarmaian | Architecte iranien. | 93  | (en)             |
| 21 juin  | Edgar Mann                      | Homme politique de l'Île de Man. | 86  | (en)             |
| 21 juin  | Uzi Meshulam                    | Rabbin israélien d'origine yéménite. | 60  | (en)             |
| 21 juin  | Milorad Miskovitch              | Danseur français d'origine yougoslave. | 86  | (sr)             |
| 21 juin  | Alen Pamić                      | Footballeur croate. | 23  |                  |
| 21 juin  | Elliott Reid                    | Acteur et scénariste américain, interprète du détective Ernie Malone dans Les hommes préfèrent les blondes.                                   | 93  | (en)             |
| 21 juin  | Jeffrey Smart                   | Artiste peintre australien. | 91  | (en)             |
| 21 juin  | Per Ung                         | Sculpteur norvégien. | 91  | (no)             |
| 22 juin  | Henning Larsen                  | Architecte danois. | 87  | (da)             |
| 22 juin  | Allan Simonsen                  | Pilote automobile danois. | 34  |                  |
| 22 juin  | Javier Tomeo                    | Écrivain, dramaturge espagnol. | 80  |                  |
| 23 juin  | Bobby Blue Bland                | Chanteur américain de blues, pionnier du soul blues.                                                                                          | 82  | (en)             |
| 23 juin  | Gary David Goldberg             | Scénariste, producteur, réalisateur et acteur américain.                                                                                      | 68  | (en)             |
| 23 juin  | Richard Matheson                | Écrivain américain de science-fiction. | 87  |                  |
| 23 juin  | Meamea Thomas                   | Haltérophile olympique gilbertin. | 25  | (en)             |
| 24 juin  | Oberto Airaudi                  | Philosophe et peintre italien. | 63  | (en)             |
| 24 juin  | Julio César Balerio             | Footballeur péruvien devenu entraîneur. | 55  | (es)             |
| 24 juin  | Emilio Colombo                  | Homme politique italien, président du Conseil des ministres (1970-1972).                                                                      | 93  | (it)             |
| 24 juin  | Dominique Constanza             | Actrice française. | 65  |                  |
| 24 juin  | William Hathaway                | Homme politique américain. | 89  | (en)             |
| 24 juin  | Jean Matthyssens                | Résistant français, cocréateur de l'INSEE et directeur de la SACD (1948-1988).                                                                | 93  |                  |
| 25 juin  | Jack Cantoni                    | Joueur français de rugby à XIII et rugby à XV .                                                                                               | 65  |                  |
| 25 juin  | Liu Chia-liang                  | Réalisateur, acteur et chorégraphe chinois.                                                                                                   | 76  | (en)             |
| 25 juin  | Andy Scott                      | Homme politique fédéral du Nouveau-Brunswick.                                                                                                 | 58  | (en)             |
| 25 juin  | Raymond Trousson                | Écrivain belge. | 77  |                  |
| 26 juin  | Hervé Boussard                  | Coureur cycliste français, médaille de bronze aux Jeux olympiques de 1992.                                                                    | 47  |                  |
| 26 juin  | Nilton Pacheco de Oliveira      | Joueur de basket-ball brésilien, médaille de bronze aux Jeux olympiques de 1948.                                                              | 92  | (pt)             |
| 26 juin  | Marc Rich                       | Homme d'affaires suisse ayant contourné l'embargo sur l'Iran établi à la suite de la crise iranienne des otages.                              | 78  | (en)             |
| 26 juin  | Bert Stern                      | Photographe de mode américain, spécialiste de portraits de célébrités.                                                                        | 83  |                  |
| 27 juin  | Stefano Borgonovo               | Footballeur international italien. | 49  |                  |
| 27 juin  | Jean-Louis Lorrain              | Homme politique français, sénateur du Haut-Rhin (1995-2004 ; 2010-2013).                                                                      | 65  |                  |
| 27 juin  | Alain Mimoun                    | Athlète français (5 000 m, 10 000 m, marathon), multiple médaillé aux Jeux olympiques.                                                        | 92  |                  |
| 27 juin  | Christian Méry                  | Acteur, auteur-compositeur-interprète français.                                                                                               | 91  |                  |
| 28 juin  | Thérèse Blondeau                | Nageuse française | 99  |                  |
| 28 juin  | Doink the Clown                 | Catcheur retraité de la WWE. | 55  | (en)             |
| 28 juin  | Jacques Planchard               | Homme politique belge, gouverneur de la province de Luxembourg (1976-1996).                                                                   | 84  |                  |
| 29 juin  | Sarah Guyard-Guillot            | Acrobate du Cirque du Soleil. | 31  |                  |
| 29 juin  | Margherita Hack                 | Astrophysicienne italienne. | 91  | (it)             |
| 29 juin  | Jim Kelly                       | Acteur américain. | 67  | (en)             |
| 29 juin  | Ryūtarō Nakamura                | Réalisateur japonais de films d'animation. | 58  | (en)             |
| 30 juin  | Roger Kahane                    | Réalisateur français. | 80  |                  |
| 30 juin  | Andrea Mamé                     | Pilote automobile italien. | 41  |                  |
| 30 juin  | Thompson Oliha                  | Footballeur nigérian. | 44  | (en)             |
| 30 juin  | Luc Van Hoyweghen               | Footballeur belge. | 84  | (nl)             |